# Microthyrium gramineum
Microthyrium gramineum är en svampart som beskrevs av E. Bommer, M. Rousseau & Sacc. 1891. Microthyrium gramineum ingår i släktet Microthyrium och familjen Microthyriaceae.   Inga underarter finns listade i Catalogue of Life.